# 林進燈
林進燈（Professor,Chin Teng Lin）台灣人，曾任國立交通大學前任教務長，現為國立交通大學終身講座教授、雪梨科技大學計算智慧及腦機界面主任。

## 現職
- 國立交通大學 電機工程學系、電控工程研究所 終身講座教授
- 國立交通大學 生醫工程研究所 合聘教授
- 國立交通大學 資訊工程學系 合聘教授
- 國立交通大學 光電系統研究所 支援教授
- 國立交通大學 生物科技學系 合聘教授
- 國立交通大學 腦科學研究中心 主任
- 聖地牙哥加利福尼亞大學 神經計算所 國際教授 (2012年迄今)
- 諾丁漢大學 電腦科學學院 榮譽教授 (2014年迄今)
- 雪梨科技大學 先進神經工程中心 兼任教授 (2013年8月迄今)
- 電機電子工程師學會 台北分會 理事長 (IEEE Taipei Section Chairman)[2]

## 學歷
- 普渡大學 電機系計算機工程 博士 (1992年5月)
- 普渡大學 電機系計算機工程 碩士 (1989年5月)
- 國立交通大學 控制工程系 學士 (1986年5月)

## 經歷
- 中華民國104年國立交通大學校長候選人 (2015年)
- 聖地牙哥加大 神經計算所 國際教授 (2012年至今)
- 諾丁漢大學 電腦科學學院 榮譽教授 (2014年至今)
- 雪梨科技大學 先進神經工程中心 兼任教授 (2013年8月至今)
- 國立交通大學 教務長（2007年至2014年7月）
- 國立交通大學 電機工程學系 終身講座教授（2010年5月至今）
- 國立交通大學 電機與控制工程系 教授（1993 至今）
- 國立交通大學 電機與控制工程系 講座教授 (2005 - 2006)
- 國立交通大學 資訊工程系 講座教授 (2005 - 2006)
- 國立交通大學 資訊學院 院長 (2005 - 2007) [3]
- 國立交通大學 電機資訊學院 副院長 (2003 - 2005)
- 台聯大系統 交大腦科學研究中心 主任（2003 至今）
- 國立交通大學 電機與控制工程系 主任 (2000 - 2003)
- 國立交通大學 研究發展處  代研發長 (2000)
- 國立交通大學 研究發展處  副研發長 (1998 - 2000)
- 國立交通大學 控制工程系  副教授 (1993 - 1997)
- 國立交通大學 資訊科學系  副教授 (1992 - 1993)

## 領域
- 電腦視覺
- 腦機介面
- 模糊類神經網路
- 語音處理與控制
- 智慧型資訊科技

## 榮譽
- 1. 獲選IEEE Fellow（國際電機電子學會院士）(2005)[4]
- 2. 獲邀為國際電機電子學會（IEEE）之「傑出人才講座 (IEEE Distinguished Lecturer)」（2003至2005）
- 3. 獲得國科會八十五、八十七及八十九年度「傑出研究獎」
- 4. 獲選國科會九十七年度「特約研究人員」（2008至今）
- 5. 獲選國科會九十一年度「特約研究人員」（2002至今）
- 6. 當選中華民國九十一年度「傑出資訊人才獎」（2002）
- 7. 當選中華民國第三十八屆「中華民國十大傑出青年」（科技發展類組，2000） [5]
- 8. 獲得中華民國電機工程學會「傑出電機工程教授獎」（1997）
- 9. 獲得中華民國工程師學會「傑出工程教授獎」（2000）